# Rempnat
Rempnat är en kommun i departementet Haute-Vienne i regionen Nouvelle-Aquitaine i västra Frankrike. Kommunen ligger i kantonen Eymoutiers som tillhör arrondissementet Limoges. År 2022 hade Rempnat 145 invånare.

## Befolkningsutveckling
Antalet invånare i kommunen Rempnat
| Referens: INSEE |